# Coldwell Engineering and Racing
Coldwell Engineering and Racing Ltd. war ein britischer Hersteller von Automobilen.

## Unternehmensgeschichte
Bill Needham gründete in den 1960er Jahren das Unternehmen in Sheffield als Tuningbetrieb. 1967 begann die Produktion von Automobilen. Der Markenname lautete Coldwell. 1969 endete die Automobilproduktion. Insgesamt entstanden etwa sechs Exemplare. Es ist nicht bekannt, wann das Unternehmen aufgelöst wurde.

## Fahrzeuge
Das einzige Modell war der GT. Dies war ein zweisitziges Coupé, das sowohl für die Straße als auch für den Rennsport geeignet war. Ein Vierzylindermotor vom Mini war in Mittelmotorbauweise montiert.